# Mohamed Salem Ould Salek

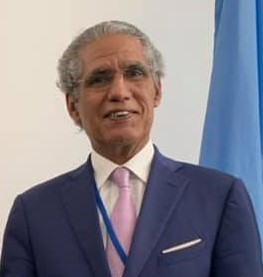
Mohamed Salem Ould Salek (2019)

Mohamed Salem Ould Salek (arabisch محمد سالم ولد سالك, DMG Muḥammad Sālim walad Sālik) ist ein Politiker der Demokratischen Arabischen Republik Sahara (Westsahara). Er ist Mitglied der Polisario. Seit dem 21. Januar 1998 ist Ould Salek Außenminister der Exilregierung der Westsahara.
Mohamed Salem Ould Salek hat einen Bachelor-Titel in Politikwissenschaften der Mohammed-V.-Universität in Rabat inne.